# 大陸国家と海洋国家の戦略
『大陸国家と海洋国家の戦略』とは日本の軍事学者である佐藤徳太郎が1973年（昭和48年）に出版した戦略研究の著作である。

## 概要
1909年（明治42年）に生まれた佐藤は帝国陸軍の将校であり、戦後には陸上自衛隊に幹部として入隊した。1960年（昭和35年）に退職し、その翌年に防衛大学校の教官として軍事学を教育するようになった。本書はその教育中に研究した戦略思想の研究をまとめたものである。
本書の問題意識は戦時中に近代日本が直面した陸軍と海軍の戦略思想の対立の原因を明らかにすることにあった。そこで本書では戦略思想史の文脈に基づき、近代における大陸国家と海洋国家の戦略思想を比較検討している。本書では海洋国家と大陸国家は地理学的区分だけではなく、使用する戦略思想で陸上作戦と海上作戦のどちらを重要視するかで分類される。そして海洋国家としてイギリス、大陸国家としてドイツの戦略思想を比較し、日本は地理的には海洋国家であるにもかかわらず日露戦争後に大陸国家としての政策を採用した。
大陸国家と海洋国家の戦略をより詳細に比較するために第一次世界大戦におけるイギリスとドイツの戦略的な情勢認識と戦争指導を取り上げている。イギリスの伝統的な戦争手段は海軍力であり、その方式は海外からの干渉戦争であった。一方でドイツは陸軍力を主とする戦争手段であり、イギリスとは戦争に対する考え方が異なっていた。第一次世界大戦においてドイツはイギリスの伝統的な戦略に挑戦するためにそれまでの大陸国家としての戦略から転換して潜水艦隊による通商破壊作戦を実施せざるを得なかった。しかしイギリスもまた三国協商によりフランス防衛のための戦争に介入することを余儀なくされ、行動の自由を制約されることになった。第一次世界大戦で戦局が硬直したことはこのような大陸国家と海洋国家の戦略的失敗を背景としている。
大陸国家の戦略思想としてのクラウゼヴィッツと海洋国家の戦略思想としてのリデル=ハートを取り上げて分析している。クラウゼヴィッツは戦争において決戦を重要視していたが、リデル=ハートは決戦に必ずしも関心を示さなかった。なぜなら彼の戦略思想において戦略は敵を兵力によって撃滅するだけではなく、外交や経済封鎖などのあらゆる行動を戦争の目的を達成するための手段として活用するものであると考えていたためである。このことを佐藤はクラウゼヴィッツが戦略の戦術的側面を、リデル=ハートが政略的側面を重視したこの現われであると考察している。したがって大陸国家の戦略と海洋国家の戦略の本質的な相違点は戦略の理論的前提に由来するものであると言える。